# Anguis in herba
Latet anguis in herba (às vezes abreviado como anguis in herba) é uma expressão em latim que, traduzida  literalmente, significa "a serpente esta escondida no capim", utilizada pelo poeta romano Vigílio em Éclogas, (Écloga 3, 93). A expressão é usada metaforicamente para se referir a um periodo escondido em um determinado contexto.

## Outros usos
A expressão é utilizada como título do livro de Henry Maxwell publicado em 1702, cujo título completo é Anguis in Herba: Or, The Fatal Consequences of a Treaty with France: Wherein it is Proved, that the Principles Whereby the French King Governs Himself, Will Not Allow Him to Observe Any Treaty ... That He Has Always Aimed at the Union of the Crowns of France and Spain ... That, Notwithstandinghis Pretences to the Contrary, Such is His Design at this Day. And, That Nothing Can Prevent it ..., cuja narrativa está exatamente centrada nas intrigas das Cortes sob as tradicionalmente conhecidas aparências majestáticas e na constatação, sob a ótica do autor, de que aquele país não tinha o menor interesse no cumprimento de qualquer tratado.